# Albumy numer jeden w roku 2000 (Japonia)
Notowanie Weekly Album Chart (jap. 週間アルバムランキング Shūkan Arubamu Chāto) przedstawia najlepiej sprzedające się albumy w Japonii. Publikowane jest ono przez magazyn Oricon Style, a dane kompletowane są przez Oricon w oparciu o cotygodniowe wyniki sprzedaży fizycznej albumów. Poniżej znajdują się tabele prezentujące najpopularniejsze albumy w danych tygodniach w roku 2000.

## Oricon Weekly Album Chart
| Data            | Album                                                               | Wykonawca              | Źródło |
| --------------- | ------------------------------------------------------------------- | ---------------------- | ------ |
| 3 stycznia      | Carry On my way                                                     | Speed                  | [ 3 ]  |
| 10 stycznia     | wstrzymanie publikacji                                              | wstrzymanie publikacji |        |
| 17 stycznia     | LOVE IS THE MESSAGE                                                 | Misia                  | [ 4 ]  |
| 24 stycznia     | LOVE IS THE MESSAGE                                                 | Misia                  | [ 5 ]  |
| 31 stycznia     | FRESH BRASH OLD MAN                                                 | Snail Ramp             | [ 6 ]  |
| 7 lutego        | GENIUS 2000                                                         | Namie Amuro            | [ 7 ]  |
| 14 lutego       | GENIUS 2000                                                         | Namie Amuro            | [ 8 ]  |
| 21 lutego       | infinity eighteen vol.1                                             | Ami Suzuki             | [ 9 ]  |
| 28 lutego       | DREAMS COME TRUE GREATEST HITS „THE SOUL”                           | Dreams Come True       | [ 10 ] |
| 6 marca         | B’z The „Mixture”                                                   | B’z                    | [ 11 ] |
| 13 marca        | hide BEST ~PSYCHOMMUNITY~                                           | hide                   | [ 12 ] |
| 20 marca        | Sakura no ki no shita (jap. 桜の木の下)                             | Aiko                   | [ 13 ] |
| 27 marca        | eternity                                                            | Every Little Thing     | [ 14 ] |
| 3 kwietnia      | FRESH                                                               | Judy and Mary          | [ 15 ] |
| 10 kwietnia     | Shōso Strip (jap. 勝訴ストリップ)                                   | Ringo Shiina           | [ 16 ] |
| 17 kwietnia     | Shōso Strip (jap. 勝訴ストリップ)                                   | Ringo Shiina           | [ 17 ] |
| 24 kwietnia     | Shōso Strip (jap. 勝訴ストリップ)                                   | Ringo Shiina           | [ 18 ] |
| 1 maja          | MISIA REMIX 2000 LITTLE TOKYO                                       | Misia                  | [ 19 ] |
| 8 maja          | Petit Best ~Ki ao aka~ (jap. プッチベスト 〜黄青あか〜)             | różni artyści          | [ 20 ] |
| 15 maja         | Petit Best ~Ki ao aka~ (jap. プッチベスト 〜黄青あか〜)             | różni artyści          | [ 21 ] |
| 22 maja         | TUBEst III                                                          | TUBE                   | [ 22 ] |
| 29 maja         | KinKi Single Selection                                              | KinKi Kids             | [ 23 ] |
| 5 czerwca       | Koyanagi the Covers PRODUCT 1                                       | Yuki Koyanagi          | [ 24 ] |
| 12 czerwca      | RISE 1                                                              | Mayo Okamoto           | [ 25 ] |
| 19 czerwca      | BABYLON                                                             | Sads                   | [ 26 ] |
| 26 czerwca      | Rapunzel (jap. ラプンツェル)                                        | Cocco                  | [ 27 ] |
| 3 lipca         | THE CHANGING SAME                                                   | Ken Hirai              | [ 28 ] |
| 10 lipca        | delicious way                                                       | Mai Kuraki             | [ 29 ] |
| 17 lipca        | delicious way                                                       | Mai Kuraki             | [ 30 ] |
| 24 lipca        | Yuzuman no natsu (jap. ゆずマンの夏)                                | Yuzu                   | [ 31 ] |
| 31 lipca        | BEAT BALL                                                           | Da Pump                | [ 32 ] |
| 7 sierpnia      | Mugendai (jap. 無限大)                                              | 19                     | [ 33 ] |
| 14 sierpnia     | SUPER EUROBEAT VOL.110 ~MILLENNUIM ANNIVERSARY NON-STOP MEGAMIX     | różni artyści          | [ 34 ] |
| 21 sierpnia     | „HAPPY” Coming Century, 20th Century Forever                        | V6                     | [ 35 ] |
| 28 sierpnia     | SUPER EUROBEAT VOL.110 ~MILLENNUIM ANNIVERSARY NON-STOP MEGAMIX     | różni artyści          | [ 36 ] |
| 4 września      | EXPANSION                                                           | Yuki Koyanagi          | [ 37 ] |
| 11 września     | REAL                                                                | L’Arc-en-Ciel          | [ 38 ] |
| 18 września     | REAL                                                                | L’Arc-en-Ciel          | [ 39 ] |
| 25 września     | Zecchōshū (jap. 絶頂集)                                             | Ringo Shiina           | [ 40 ] |
| 2 października  | image                                                               | różni artyści          | [ 41 ] |
| 9 października  | Duty                                                                | Ayumi Hamasaki         | [ 42 ] |
| 16 października | Duty                                                                | Ayumi Hamasaki         | [ 43 ] |
| 23 października | Duty                                                                | Ayumi Hamasaki         | [ 44 ] |
| 30 października | Duty                                                                | Ayumi Hamasaki         | [ 45 ] |
| 6 listopada     | daiya-monde                                                         | Hitomi Yaida           | [ 46 ] |
| 13 listopada    | Tobira (jap. トビラ)                                                | Yuzu                   | [ 47 ] |
| 20 listopada    | The History of Shogo Hamada „Since1975”                             | Shōgo Hamada           | [ 48 ] |
| 27 listopada    | The Beatles 1 (jap. ザ・ビートルズ1)                                | The Beatles            | [ 49 ] |
| 4 grudnia       | Ballad 3 ~the album of LOVE~ (jap. バラッド3 〜the album of LOVE〜) | Southern All Stars     | [ 50 ] |
| 11 grudnia      | DRIVE-GLAY complete BEST                                            | Glay                   | [ 51 ] |
| 18 grudnia      | ELEVEN                                                              | B’z                    | [ 52 ] |
| 25 grudnia      | D album                                                             | KinKi Kids             | [ 53 ] |